# 手嶋泰伸
手嶋 泰伸（てしま やすのぶ、1983年 - )は、日本の歴史学者。専門は日本近代史。龍谷大学文学部准教授。

## 来歴
宮城県生まれ。2006年、東北大学文学部卒業。2011年、同大学院文学研究科博士課程後期修了。日本学術振興会特別研究員、東北学院大学非常勤講師、福井工業高等専門学校一般科目教室教授を経て龍谷大学文学部准教授。
2011年東北大博士（文学）論文の題は「戦時期における日本海軍の政治史的研究」 。

## 著書
- 『昭和戦時期の海軍と政治』 (吉川弘文館、2013年9月)  ISBN 978-4-642-03825-6
- 『海軍将校たちの太平洋戦争』（吉川弘文館 歴史文化ライブラリー、2014年7月)  ISBN 978-4-642-05783-7
- 『日本海軍と政治』 (講談社現代新書、2015年1月)  ISBN 978-4-062-88299-6
- 『統帥権の独立：帝国日本「暴走」の実態』 (中公選書、2024年2月)  ISBN 978-4-12-110147-1
- 『加藤友三郎：政党政治を見透した軍人政治家』 (中公選書、2025年4月) ISBN 978-4-12-110160-0